# Bengt Stenberg
Bengt Eric Stenberg, född  8 mars 1968 i Järfälla, är en svensk barnskådespelare. 

## Biografi
Stenberg var verksam som barnskådespelare och medverkade i några film- och TV-produktioner i slutet av 1970-talet och en bit in på 1980-talet. Han spelade rollen som Tommy i musikalversionen av Pippi Långstrump på Folkan i Stockholm 1980–1983. I vuxen ålder har han bland annat spelat revy med Peter Flack i Örebro. Han var även svensk programledare för det skandinaviska barnprogrammet Myggan 1992.
Stenberg utbildade sig i slutet av 1990-talet och början av 2000-talet till personalvetare på Stockholms universitet och arbetade mellan 2020 och 2023 som avdelningschef inom stadsmiljö på trafikkontoret vid Stockholms stad. 2023 blev det klart att Bengt Stenberg utsetts till ny samhällsbyggnadsdirektör i Norrköpings kommun. Han tillträder tjänsten 1 oktober 2023.
Han är gift med Jerker Stattin.

## Filmografi
- 1978 – Dagar med Knubbe (TV-serie)
- 1980 – Det vita lyser i mörkret
- 1980 – Spela Allan
- 1981 – Varning för Jönssonligan
- 1983 – Mäster Olof

## Teater

### Roller (ej komplett)
| År   | Roll            | Produktion                                              | Regi                           | Teater                 |
| ---- | --------------- | ------------------------------------------------------- | ------------------------------ | ---------------------- |
| 1978 | Lillebror       | Karlsson på taket Astrid Lindgren                       | Staffan Götestam Sven Lindberg | Folkan                 |
| 1980 | Tommy           | Pippi Långstrump Astrid Lindgren                        | Staffan Götestam               | Folkan                 |
| 1982 | Josef           | Agnes Bernauer Franz Xaver Kroetz                       | Johan Bergenstråhle            | Stockholms stadsteater |
| 1982 |                 | Sound of Music Richard Rodgers och Oscar Hammerstein II | Stig Olin                      | Folkan                 |
| 1983 | Toker           | Snövit och de sju dvärgarna Beppe Wolgers               | Stig Olin                      | Folkan                 |
| 1989 | Leslie          | Det stannar i familjen Ray Cooney                       | Brian Howard                   | Folkan                 |
| 1993 | Medverkande     | Hjalmars spelhåla Peter Flack                           |                                | Parkteatern, Örebro    |
| 1997 | Edward Sergeant | Vinterkärlek David Hare                                 | Benny Fredriksson              | Riksteatern            |